# Bahnhof
Bahnhof er en Rock-gruppe fra Danmark.

## Diskografi
- Reverse (2007)
- Black Circus (2010)

| Musikgruppe | Spire Denne artikel om en dansk musikgruppe er en spire som bør udbygges. Du er velkommen til at hjælpe Wikipedia ved at udvide den. |